# 動作女英雄啦啦水果
《動作女英雄啦啦水果》是於TBS、BS-TBS電視台播放的日本電視動畫。

## 故事
一股“本土女英雄”風潮在诞生，日本各個城市纷纷冒出属於自己的“本土女英雄”，這些特摄動作女主的表演成为最受歡迎的娱樂節目。
城之根御崎想振興只出產水果的故鄉阳菜野市，她看到同校的赤来杏在特摄舞台表演的驚人身體天赋之後，决心让杏等人组成這座城市的本土動作女主劇團。

## 人物
城根御前（／ Shirogane Misaki），聲：M·A·O
高中三年級生。學生會長。
赤來杏（／ Akagi An），聲：伊藤美來
高中二年級生。新体操社幽靈社員。性格天真爛漫。
黑酒路子（／ Kuroki Roko），聲：村川梨衣
高中三年級生。喜歡鐵路。學生會副會長。
黃瀨美甘（／ Kise Mikan），聲：山崎惠理
高中二年級生。
青山勇氣（／ Aoyama Yūki），聲：石田晴香
高中二年級生。雙胞胎姊姊。偶像社社員。
青山元氣（／ Aoyama Genki），聲：石田晴香
高中二年級生。雙胞胎妹妹。前偶像社社員，因腳受傷而退社。電腦同好會所屬。
綠川末那（／ Midorikawa Mana），聲：廣瀨有紀
喜歡角色扮演的高中二年級生。
桃井初莉（／ Momoi Hatsuri），聲：豐田萌繪
高中一年級生。戲劇社社員。
紫村果音（／ Shimura Kanon），聲：白石晴香
高中二年級生。杏國中時代的對手。

## 主題曲
片頭曲
作詞、作曲：武田城以，編曲：藤澤健至，主唱：［城根御前（M·A·O）、赤來杏（伊藤美來）、黑酒路子（村川梨衣）、黃瀨美甘（山崎惠理）、綠川末那（廣瀨有紀）、青山勇氣、元氣（石田晴香）、桃井初莉（豐田萌繪）、紫村果音（白石晴香）］
片尾曲
作詞：Funta7，作曲、編曲：藤澤健至，主唱：［城根御前（M·A·O）、赤來杏（伊藤美來）、黑酒路子（村川梨衣）、黃瀨美甘（山崎惠理）、綠川末那（廣瀨有紀）、青山勇氣、元氣（石田晴香）、桃井初莉（豐田萌繪）、紫村果音（白石晴香）］
特別主題曲（第一話）
作詞：荒川稔久，作曲：渡邊宙明，編曲：片山修志，主唱：（淵上舞）

## 各話列表
| 話數     | 日文標題           | 中文標題                             | 劇本       | 分鏡              | 演出              | 作畫監督 |
| -------- | ------------------ | ------------------------------------ | ---------- | ----------------- | ----------------- | --- |
| STAGE 1  |                    | 突如其來超天界！                     | 荒川稔久   | 草川啟造 宮澤努   | 尋田耕輔          | 小澤圓、本田創一 丸山修二、陣内美帆 YU BONGHYUN、飯塚葉子 上野卓志                                                            |
| STAGE 2  |                    | 即使是普通的本地人也是可以做女英雄的 | 荒川稔久   | 青山弘            | 井畑翔太          | Yu min zi、Han Se Hwan 紺野美喜、德永 福田佳太、石丸史典 野村治嘉                                                             |
| STAGE 3  |                    | 大閒人果音                           | 荒川稔久   | 久慈悟郎          | 久慈悟郎          | 宮澤努、丸山修二 本田創一、小澤圓 望月俊平、Yu Bonghyun synod                                                                 |
| STAGE 4  |                    | 從零開始的動作女英雄                 | 大知慶一郎 | 本多美乃          | 本多美乃          | 本多美乃、紺野美喜 野村治嘉、Lee Seongjae Kim Suho、Kim Jeongcheol Han Se Hwan                                                |
| STAGE 5  |                    | 藍計劃                               | 林壯太郎   | 島津裕行          | 久慈悟郎 飛田剛   | 德永、紺野美喜 小澤圓、陣內美帆 丸山修二、本田創一 Han Se Hwan、Kim Bongduck 井上高宏、飯塚葉子                               |
| STAGE 6  |                    | 爆炸天使初莉                         | 玉井☆豪    | 稻垣隆行          | 尋田耕輔          | 紺野美喜、德永 槙田路子、石丸史典 野村治嘉、上野卓志 陣內美帆、小澤圓 井上高宏、Yu Min Zi Park Yu Mi、Ryu Joong Hyeon         |
| STAGE 7  |                    | 加油！美甘                           | 荒川稔久   | 島津裕行          | 山本陽介          | 紺野美喜、德永 槙田路子、石丸史典 野村治嘉、丸山修二 井上高宏、Synod                                                          |
| STAGE 8  |                    | 聽說青山妹妹的演出開始了             | 林壯太郎   | 久慈悟郎          | 久慈悟郎          | 德永、槙田路子 石丸史典、野村治嘉 小澤圓、丸山修二 陣內美帆、井上高宏 是本晶、高橋德詔 Synod                                  |
| STAGE 9  | ～Silver Serious～ | 白銀的真心～Silver Serious～         | 大知慶一郎 | 井畑翔太          | 井畑翔太          | 井畑翔太、Kim Bongdeok Lee Seongjae、Hong Kyeongcheon                                                                         |
| STAGE 10 |                    | 再見絕望戰士                         | 玉井☆豪    | 木村哲            | 久慈悟郎 尋田耕輔 | 德永、Yu Min zi 小澤圓、丸山修二 井上高宏、Han Se Hwan Ryu Joong Hyeon、胡正林                                                |
| STAGE 11 |                    | 城根御前的憂鬱                       | 林壯太郎   | 島津裕行 本多美乃 | 山本陽介 井畑翔太 | 德永、清水空翔 小澤圓、丸山修二 井上高宏、高橋德詔 陣內美帆、Han Se Hwan Ryu Joong Hyeon                                      |
| STAGE 12 |                    | 熱情☆水果                            | 荒川稔久   | 本多美乃 草川啟造 | 本多美乃 草川啟造 | 槙田路子、野村治嘉 德永、石丸史典 Yu Min Zi、清水空翔 丸山修二、小澤圓 Han Se Hwan、Ryu Joong Hyeon 井上高宏、高橋德詔 是本晶 |

## 藍光與DVD
| 卷數 | 發售日期       | 收錄話數        | 規格編號  | 規格編號  |
| 卷數 | 發售日期       | 收錄話數        | 藍光      | DVD       |
| ---- | -------------- | --------------- | --------- | --------- |
| 1    | 2017年10月11日 | 第1話 - 第3話   | COXC-1156 | COBC-6976 |
| 2    | 2017年11月8日  | 第4話 - 第6話   | COXC-1157 | COBC-6977 |
| 3    | 2017年12月13日 | 第7話 - 第9話   | COXC-1158 | COBC-6978 |
| 4    | 2018年1月10日  | 第10話 - 第12話 | COXC-1159 | COBC-6979 |

## 外部連結
- 《動作女主 水果應援團》官方首頁 | TBS電視台 （页面存档备份，存于）（日語）
- 《動作女主 水果應援團》官方的X（前Twitter）